# Lepidonectes bimaculatus
Lepidonectes bimaculatus är en fiskart som beskrevs av Allen och Robertson 1992. Lepidonectes bimaculatus ingår i släktet Lepidonectes och familjen Tripterygiidae. IUCN kategoriserar arten globalt som sårbar. Inga underarter finns listade i Catalogue of Life.